# Schronisko PTT im. Henryka Sienkiewicza w Pieninach
Schronisko PTT im. Henryka Sienkiewicza w Pieninach – nieistniejące schronisko turystyczne Polskiego Towarzystwa Tatrzańskiego, położone w Pieninach na polanie Małe Przechodki, na lewym brzegu Dunajca.

## Historia
Schronisko, a właściwie drewniana altana na kamiennej podmurówce, zostało wybudowane w 1907 przez Oddział Pieniński Towarzystwa Tatrzańskiego na działce zakupionej za kwotę 445 koron austro-węgierskich. Koszt budowy wyniósł 1340 koron. Dodatkowo właściciel Krościenka Stanisław Drohojowski podarował na rzecz budowy schroniska materiały warte 300 koron. Do schroniska prowadził szlak oznakowany biało-zielono, stroma ścieżka z Sokolicy. Uruchomiono również przewóz do schroniska im. Mikołaja Zyblikiewicza przez rzekę łodzią, która umocowana była na stalowej linie. Do wybuchu I wojny światowej obiekt pokryto papą oraz wyposażono w kuchenkę i stoliki.
W 1924 Kazimierz Sosnowski określił schronisko jako domek (...) bezpański i bezużyteczny. W latach 1925–1926 ks. Walenty Gadowski oznakował Skalną Perć – szlak turystyczny, wiodący od schroniska na Górę Zamkową.
W kolejnych latach obiekt był dzierżawiony przez Oddział PTT osobom prowadzącym w nim działalność gastronomiczną. W latach 30. XX wieku przemianowano go na Gospodę Pienińską. W 1938 władze Oddziału PTT musiały wybierać pomiędzy gruntownym remontem budynku a jego sprzedażą. Ostatecznie obiekt sprzedano na rzecz Pienińskiego Parku Narodowego za kwotę 2000 zł. Obiekt został rozebrany, co zbiegło się z ostateczną likwidacją Skalnej Perci.
Obecnie teren po schronisku jest niedostępny i porośnięty lasem. W Pienińskim Ośrodku Historii Turystyki Górskiej w Szczawnicy, położonym nieopodal Schroniska PTTK „Orlica” eksponowany jest klucz do obiektu, jako jedyny materialny ślad po nim.

## Oferta
Schronisko posiadało dwie izby z bufetem, kuchnię i werandę. Oferowało posiłki i napoje w sezonie letnim. Nie prowadziło działalności noclegowej. W pierwszych latach działalności nieopodal obiektu urządzono kręgielnię.